# Amt Rothenfels
Das (Ober-)Amt Rothenfels war ein Amt des Hochstifts Würzburg und des Fürstentums Löwenstein-Wertheim.

## Funktion
In der Frühen Neuzeit waren Ämter eine Ebene zwischen den Gemeinden und der Landesherrschaft. Die Funktionen von Verwaltung und Rechtsprechung waren hier nicht getrennt. Dem Amt stand ein Amtmann vor, der von der Landesherrschaft eingesetzt wurde. Das Amt Rothenfels wurde im 18. Jahrhundert als Oberamt bezeichnet. Dies war lediglich eine Bezeichnung; eine Überordnung über andere Ämter war damit nicht verbunden. Es war gleichzeitig Zentamt, also Hochgerichtsbezirk.

## Geschichte
Ausgangspunkt der Machtausübung im Gebiet war die Burg Rothenfels. Diese war im Besitz der von Grumbach und nach deren Aussterben 1243 der Grafen von Rieneck. Lehensgeber war das Hochstift Würzburg. Nach dem Tod von Ludwig V. von Rieneck ohne männliche Nachfahren im Jahr 1333 kam es zu einem Erbstreit. Würzburg zog Burg, Stadt und Amt Rothenfels als erledigtes Lehen ein, musste aber die Hälfte an Hanau und Hohenlohe als Lehen geben. 1342 und 1346 verkauften Hanau bzw. Hohenlohe ihre Anteile an Wittelsbach, Wittelsbach konnte auch einen Teil der Würzburger Hälfte erwerben, so dass Wittelsbach im Besitz von 2/3 und Würzburg von 1/3 war. Später erwarb Würzburg 1/6 von Wittelsbach und 1387 den ganzen Wittelsbacher Anteil und war damit Alleinbesitzer. 1506 und 1519 machte Wittelsbach noch einmal Ansprüche geltend und klagte auch vor dem Reichskammergericht. Ein Urteil erging aber nicht und damit blieb Würzburg im Besitz.
Im ausgehenden 13. Jahrhundert entstand im Rahmen der Territorialisierung auch eine Amtsstruktur in Rothenfels. 1282 wurde das Amt erstmals urkundlich erwähnt, 1343 wurde der erste Amtmann namentlich genannt.
1392 bis 1497 waren das Amt oder Teile davon vielfach verpfändet. Die Pfandnehmer waren dann jeweils die Amtmänner des Amtes.
Nach der schwedischen Eroberung vergab König Gustav Adolf im Februar 1632 Schloss und Amt Rothenfels an seinen Obristen Axel Lillie. Nach dem Ende der Besetzung 1634 wurde die würzburgische Herrschaft wiederhergestellt.
Die Statistik des Hochstiftes Würzburg von 1699 nennt 1048 Untertanen in 1 Stadt, 17 Dörfern und 2 Höfen. Als jährliche Einnahmen des Hochstiftes aus dem Amt wurden abgeführt: Schatzung: 210 Reichstaler, Akzise und Ungeld: 197 fl und Rauchpfund: 917 Pfund.
Im Vorgriff auf die Ergebnisse des Reichsdeputationshauptschlusses besetzte Kurpfalz-Bayern 1802 das Amt. Am 6. Dezember 1802 übergab Bayern das Amt dann an das Fürstentum Löwenstein-Wertheim. In Folge der Rheinbundakte kam die linksmainische Hälfte des Amtes an das Großherzogtum Baden. Dessen Regierung behielt die bisherige Bezeichnung zunächst bei, benannte es 1810 in Amt Steinfeld um, und trat es 1819 an Bayern ab.
Die rechtsmainische Hälfte des Amtes kam 1806 zum Staat des Fürstprimas bzw. dem Großherzogtum Frankfurt. Löwenstein-Wertheim behielt umfangreiche Rechte als Standesherr. So blieb das Amt Rothenfels Patrimonialgericht erster Instanz und unterstand der  Fürstlich und gräflich Löwenstein-Wertheimsche und gräflich Erbachsche Justizkanzlei Kreuzwertheim als zweiter Instanz. 1814 wurden diese Orte überwiegend dem Landgericht Rothenfels zugeordnet.

## Umfang
Am Ende des Heiligen Römischen Reiches (Altes Reich) umfasste das Amt folgende Orte: Stadt Rothenfels sowie die Ortschaften Anspach, Bergrothenfels, Birkenfeld, Esselbach, Erlach, Greußenheim, Hafenlohr, Karbach, Mergenbrunn, Neustadt, Oberndorf, Pflochsbach, Roden, Sendelbach, Steinfeld, Waldzell, Windheim und Zimmern.

## Cent Rothenfels
Die Cent Rothenfels umfasste die Amtsorte außer Anspach. Hinzu kamen Neustadt am Main und die Höfe Reisenthal, Lindenfürst, Lauterhof und Obere Mühle bei Steinfeld.
Rothenfels verfügte über ein gesondertes Stadtgericht. Dieses war für den Bereich innerhalb der Stadtmauern zuständig. Zur Abgrenzung von Centgericht standen an den Toren sogenannte Zentsteine. Das Gericht wurde vor der Stadt vor dem unteren Stadttor gehalten. Der Name Centwiese und Centbrunnen haben sich als Flurnamen erhalten (etwa 250 Meter südsüdöstlich der Kirche). Bei schlechtem oder kalten Wetter fand die Verhandlung im Rathaus statt. Der Galgen stand auf dem Mainberg und war noch bis 1823 erhalten. Das Flurstück „am Galgen“, etwa 1100 bis 1500 Meter südlich der Kirche bezeichnet den Ort.

## Gebäude

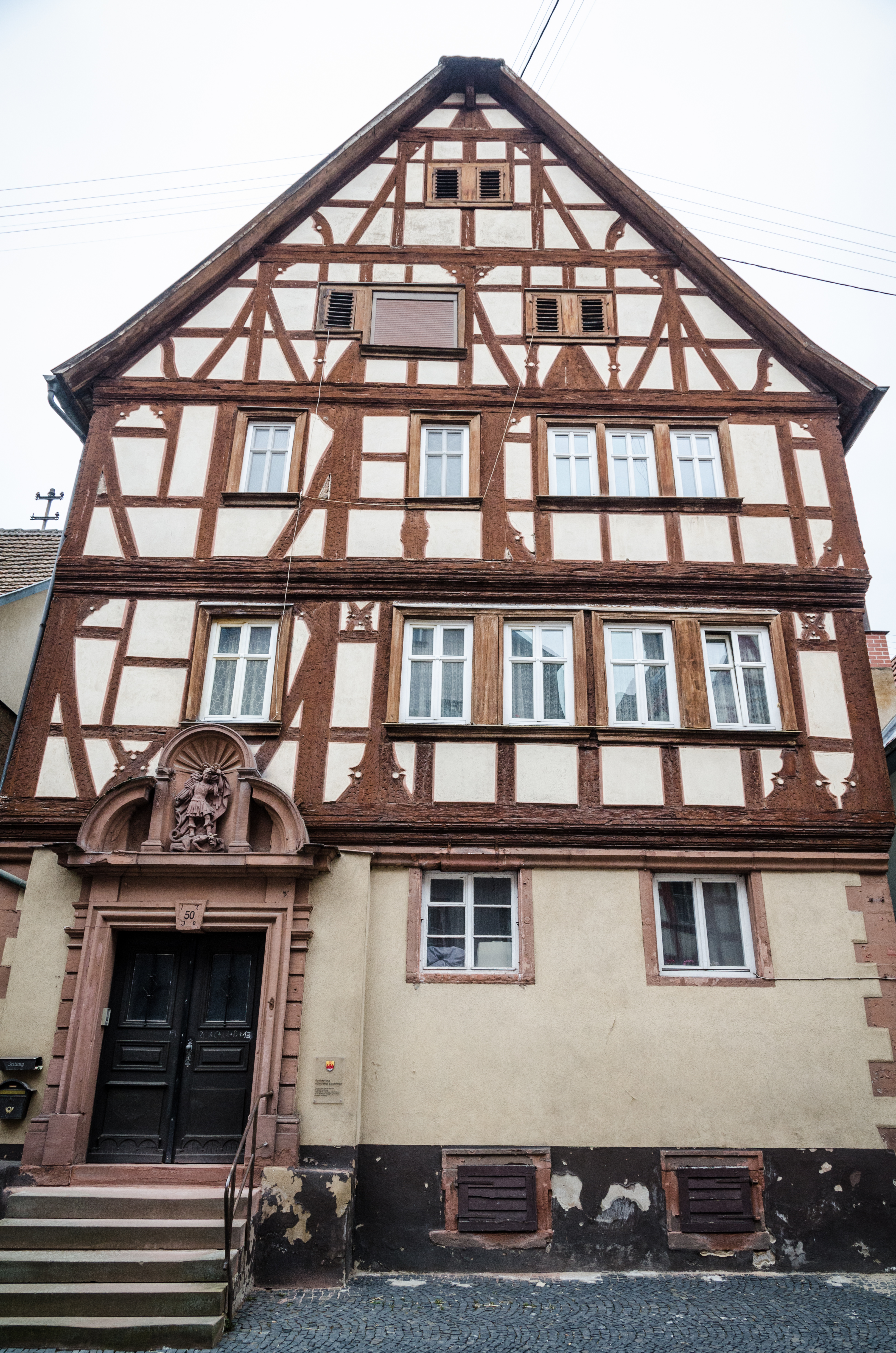
Wohnhaus des Amtskellers

Sitz des Amtmanns war zunächst die Burg. 1755/56 wurde das Amtshaus über einem älteren Keller erbaut. Es handelt sich um einen freistehenden zweigeschossigen Mansardwalmdachbau mit Wappenstein über Portal im Stil des Barock. Die ehemalige Amtskellerwohnung (heutige Adresse: Hauptstraße 50) dient heute als Wohnhaus. Es handelt sich um einen dreigeschossigen giebelständigen Schopfwalmdachbau mit Zierfachwerkobergeschossen über dem Erdgeschoss mit Sandsteinrahmungen, Portal mit gesprengtem Giebel und Muschelnische mit Figur des heiligen Michael über Freitreppe. Das Haus stammt aus dem 17. Jahrhundert, das Portal ist bezeichnet mit „1730“. Alle genannten Bauten stehen als Baudenkmal unter Denkmalschutz.

## (Ober-)amtmänner
Seit der zweiten Hälfte des 17. Jahrhunderts beginnen die Bezeichnungen als Oberamtmann.
- Goldsteynus (1343 „officiatus“)
- (Eberhard) von Goldstein gen. Gattenhofen (1343 „officiatus“, 1349 Amtmann)
- Sybott von Rettersbach (1354 Amtmann, Vogt)
- Götz Stumpflin (1360)
- Hans von Rieneck (1361)
- Lamprecht, Edeler (1366)
- Eckin Schorger (1391)
- Götz Voigt von Rieneck (1391)
- Reinhard Voigt von Rieneck (1395, unklar)
- Götz Voigt von Rieneck (1398)
- Lamprecht Faut von Rothenfels (1400)
- Götz Voigt von Rieneck (1401–1406)
- Endres von Luttenbach (1408, 1421 Vogt)
- Dietz von Thüngen zum Reußenberg (1417)
- Hans Walhart, Ritter (1465)
- Dietz VII. von Thüngen (1474)
- Martin von Adelsheim (1479–1481)
- Otto von der Kere (1481–1482)
- Michael Voit von Rieneck (1481–1485)
- Jakob von Helriet (1485)
- Peter von Gebsattel (1494)
- Anshelm von Eicholsheim (1497)
- Christoffel von Carsbach, Junker (1499–1500)
- Philipp von Weyler (1505, 1511)
- Bernhard von Thüngen (1521–1525, 1531)
- Martin von Rotenhan, Hofmeister (1537–1538)
- Pankraz von Thüngen (1539–1540)
- Fridrich Zi(ü)ndt, Junker (1542)
- Pankraz von Thüngen, Ritter, würzburgischer Marschall (1544)
- Fridrich Zi(ü)ndt, Junker (1546–1551)
- ? von Rodenham (1551, unsicher)
- Hans Walhart (von Neustadt) (1561, 1563–1565)
- Hans Wilhelm von Riedern (1567–1582)
- Dietrich Echter von Mespelbrunn (1581–1601)
- Philipp Christoph Echter von Mespelbrunn (1601–1630)
- Johann Christoph Ilsung von Tratzberg (1636)
- Wolfgang Albert Kottwitz von Aulenbach (1649)
- Johann Christoph Ilsung von Tratzberg (1652, 1655, 1660)
- Franz Rudolf von Rosenbach (1660–1673)
- Craft Cuno von Leyhen, Kriegsrat, Generalwachtmeister (1674)
- Georg Adolph von Hettersdorf (1678/79–1710/11)
- Emmerich Philipp von Hettersdorf (1711/12–1748/49)
- Joseph Christian Lochner Freiherr von und zu Hüttenbach (1749/50–1789)
- 1789–1791: Vakanz
- Friedrich Ferdinand Lochner Freiherr von und zu Hüttenbach (1791–1802)